# Liang Qichao
Liang Qichao (grzecznościowo Zhuoru 卓如; pseudonimy: Rengong 任公, Yinbingshi 饮冰室; ur. 23 lutego 1873, zm. 19 stycznia 1929) – chiński pisarz, krytyk literacki, polityk i reformator. Twórca nowoczesnej chińskiej prasy. Najwybitniejszy uczeń Kang Youweia.

## Życiorys
Liang Qichao urodził się w małej wiosce w Xinhui (新會) w prowincji Guangdong. W 1889 roku zdał egzamin drugiego stopnia (juren 舉人), rok później został uczniem i następnie współpracownikiem Kang Youweia. Wraz ze swoim mistrzem zakładał na południu Chin sieć szkół, w których propagowane były zdobycze nauki zachodniej. Sam Liang inspirował się myślą Kanta, Spencera, Darwina, Milla i Rousseau. Opracował metodę badawczą nazwaną później „metodą Lianga”, polegającą na czytaniu jak największej ilości dzieł, bez względu na ich wartość merytoryczną.
W 1895 roku, na fali wzburzenia po upokarzającym dla Chin traktacie kończącym przegraną wojnę wziął udział w antyjapońskich demonstracjach i współredagował memoriał do cesarza Guangxu. Rok później założył w Szanghaju niskonakładowe czasopismo adresowane do urzędników pt. Shiwubao (Wiadomości na czasie), w którym propagowano naukę zachodnią. W 1897 roku podjął pracę wykładowcy na uniwersytecie w Changsha; wydał wówczas pracę Sixue shumuzhi (Katalog książek o zachodnich naukach). Ważne miejsce w dyskursie reformatorskim była analiza upadku Polski.
W 1898 roku wyjechał do Pekinu, gdzie wziął udział w realizacji zapoczątkowanych przez cesarza Guangxu tzw. Stu dni reform. Po ich fiasku uciekł do Japonii. Na emigracji wraz z Kang Youweiem stał na czele Stowarzyszenia Obrony Cesarza, nawołującego do przywrócenia Guangxu na tron i wprowadzenia w Chinach monarchii konstytucyjnej. Swoje idee propagował w gazetach Qingyi bao (Wiadomości Dyskusyjne, 1898-1902) i Xinmin congbao (Gazeta Nowych Obywateli, Yokohama 1902-1905). Był politycznym przeciwnikiem Sun Jat-sena, uważając że planowana przezeń rewolucja doprowadzi do chaosu w kraju i zagranicznej interwencji.
Po upadku monarchii powrócił w 1912 roku do Chin. Rozpoczął krótkotrwałą karierę polityczną. Był członkiem rządu Yuana Shikaia i kierował proprezydencką Partią Postępową (Jinbudang). Szybko rozczarował się polityką Yuana i zerwał z nim gdy ten w 1916 roku postanowił przywrócić monarchię ze sobą na czele. Organizował opozycję antyyuanowską, a po jego śmierci został ministrem finansów w rządzie Duan Qirui.
W 1918 roku wyjechał do Europy i uczestniczył w paryskiej konferencji pokojowej. Rozczarowany ideami zachodniej demokracji po powrocie do Chin w 1920 roku wycofał się z polityki, poświęcając się pracy naukowej i literackiej.

## Poglądy
Myśl Lianga ewoluowała w poszczególnych okresach jego życia. Był zdecydowanym krytykiem Konfucjusza i podobnie jak Kang Youwei uważał używane przez neokonfucjanistów „starotekstowe” wersje pism za falsyfikaty. Obwiniał ideologię konfucjańską o zastój w Chinach, a jako zwolennik ewolucjonizmu wierzył w konieczność nieustannych zmian, do których inspirację czerpał z filozofii zachodniej. Stąd wyprowadzał swoje poglądy polityczne na sytuację panującą w Państwie Środka, głosząc konieczność reform które – jego zdaniem – można zrealizować jedynie w warunkach monarchii konstytucyjnej.
Opracował koncepcję historiozoficzną dzielącą dzieje świata na trzy okresy: władzy grupowej i wodzów plemiennych, epokę władzy jednoosobowej oraz demokrację. Wraz z przechodzeniem społeczeństwa w kolejne epoki również natura człowieka miała zmieniać się stopniowo ze złej w dobrą. Wraz z postępem dziejowym następować ma również unifikacja świata, zanik państw i narodów oraz powstanie ogólnoświatowej, żyjącej w harmonii społeczności.
Na emigracji w Japonii zmienił swoje podejście do konfucjanizmu na bardziej przychylne, inspirując się filozofią Wang Yangminga. Ostatecznie doszedł do wniosku, że nieustanne spory wokół interpretacji Konfucjusza i prawdziwości pism „starotekstowych” są jałowe. Postulował zatem ich odrzucenie, a wraz z nimi całej przeszłości oraz potrzebę budowy nowej kultury. Wpływ na tę zmianę poglądów wywarło zetknięcie się Lianga z filozofią japońskiego uczonego Katō Hiroyukiego (1836-1916). Za nim Liang przejął koncepcję agresywnego darwinizmu społecznego i nieustannego parcia w kierunku postępu, dla których tradycja i historia są jedynie balastem.
Po powrocie z emigracji Liang odrzucił głoszone wcześniej przez siebie poglądy i skupił się na szukaniu inspiracji w starożytnej myśli chińskiej. Powrócił do wcześniejszych twierdzeń na temat rozwoju społeczeństwa w granicach zakreślonych przez przestrzeń i czas. Odrzucił także cechujące go wcześniej uwielbienie dla kultury zachodniej na rzecz twierdzenia o potrzebie wydobycia wyższości kultury chińskiej. W późnym okresie swojej twórczości coraz bardziej inspirował się buddyzmem, z którego przejął twierdzenie o ułudzie otaczającego świata i sile serce oraz umysłu. Przyrównywał je do kantowskiej idei czystego rozumu.